# Залучанська сільська рада
Залуча́нська сільська́ ра́да — колишня адміністративно-територіальна одиниця та орган місцевого самоврядування в Чемеровецькому районі Хмельницької області. Адміністративний центр — село Залуччя.

## Загальні відомості
- Територія ради: 5,26 км²
- Населення ради: 1 510 осіб (станом на 2001 рік)
- Територією ради протікає річка Смотрич

## Населені пункти
Сільській раді були підпорядковані населені пункти:
- с. Залуччя
- с. Черче

## Склад ради
Рада складалася з 16 депутатів та голови.
- Голова ради: Марцінишин Анатолій Людвигович
- Секретар ради: Гуменюк Валентина Анатоліївна

### Керівний склад попередніх скликань
| Прізвище, ім'я, по батькові    | Основні відомості                                                               | Дата обрання | Дата звільнення |
| ------------------------------ | ------------------------------------------------------------------------------- | ------------ | --------------- |
| Гуменюк Володимир Анатолійович | Сільський голова, 1959 року народження, безпартійний                            | 26.03.2006   | 31.10.2010      |
| Троян Володимир Іванович       | Сільський голова, 1951 року народження, освіта середня спеціальна, безпартійний | 31.10.2010   | 25.03.2014      |
| Марцінишин Анатолій Людвигович | Сільський голова, 1959 року народження, освіта вища, безпартійний               | 26.10.2014   |                 |

Примітка: таблиця складена за даними сайту Верховної Ради України

### Депутати
За результатами місцевих виборів 2010 року депутатами ради стали:

#### За суб'єктами висування
| Суб'єкт висування | Кількість обраних депутатів | %    |
| ----------------- | --------------------------- | ---- |
| Самовисування     | 14                          | 87,5 |
| Народна партія    | 2                           | 12,5 |

#### За округами
| № округу       | Прізвище, ім'я, по батькові    | Дата визнання обраним | Освіта             | Партійна приналежність | Відомості про обраного депутата                         |
| -------------- | ------------------------------ | --------------------- | ------------------ | ---------------------- | ------------------------------------------------------- |
| Народна Партія |                                |                       |                    |                        |                                                         |
| 1              | Беркін Євгена Йосипівна        | 01.11.2010            | середня спеціальна | член Народної партії   | Дитячий садок «Соничко», вихователь                     |
| 6              | Бакусевич Олена Володимирівна  | 01.11.2010            | вища               | член Народної партії   | Залучанська сільська рада, землевпорядник               |
| Самовисування  |                                |                       |                    |                        |                                                         |
| 2              | Трембовецька Олена Петрівна    | 01.11.2010            | середня спеціальна | позапартійна           | Дитячий садок «Соничко», завідувач                      |
| 3              | Єршова Галина Ігорівна         | 01.11.2010            | середня            | позапартійна           | Магазин «Династія», приватний підприємець               |
| 4              | Килимник Неля Антонівна        | 01.11.2010            | середня            | позапартійна           | Черченська загальноосвітня школа, техпрацівник          |
| 5              | Гуменюк Марія Миколаївна       | 01.11.2010            | середня спеціальна | член Народної партії   | Чернецька сільська бібліотека, бібліотекар              |
| 7              | Пелехацька Ніна Вікторівна     | 01.11.2010            | вища               | позапартійна           | Залучанська сільська рада, бухгалтер                    |
| 8              | Гуменюк Валентина Анатоліївна  | 01.11.2010            | вища               | позапартійна           | Залучанська сільська рада, секретар                     |
| 9              | Загоруйко Андрій Володимирович | 01.11.2010            | вища               | позапартійний          | тимчасово не працює                                     |
| 10             | Мула Галина Василівна          | 01.11.2010            | середня спеціальна | член Народної партії   | Чернецька дільнича лікарня, повар                       |
| 11             | Ліщук Володимир Анатолійович   | 02.11.2010            | середня спеціальна | позапартійний          | Фермерське господарство «Лан», тракторіст               |
| 12             | Валько Уляна Борисівна         | 01.11.2010            | вища               | позапартійна           | Чернецька загальноосвітня школа, заступник директора    |
| 13             | Гальчук Тетяна Володимирівна   | 01.11.2010            | середня спеціальна | позапартійна           | Чорнянська дільнича лікарня, медсестра                  |
| 14             | Попадюк Борис Прокопович       | 01.11.2010            | вища               | позапартійний          | Чорнянська дільнича лікарня, головний лікар             |
| 15             | Созанська Іванна Володимирівна | 01.11.2010            | середня спеціальна | позапартійна           | Чернецький будинок-інтернат, медсестра                  |
| 16             | Килимник Валерій Анатолійович  | 01.11.2010            | вища               | позапартійний          | Чернецький будинок-інтернат, інженер по техніці безпеки |